# Thief II: The Metal Age
A Thief II: The Metal Age egy elsőszemélyű, lopakodáson alapuló játék, mely a második része a Thief-sorozatnak. A cselekmény középpontjában ismét Garrett áll, a mestertolvaj, aki a steampunk környezetű Városban tevékenykedik. Kalandjai során másodjára is belekeveredik egy összeesküvésbe, amelynek megakadályozására egyedül csak ő képes.
Az elődhöz, a Thief: The Dark Projecthez képest apróbb fejlesztések történtek. Ebben a részben a fejlesztők a városi környezetben történő betörésekre helyezték a fő hangsúlyt, így az élőhalottakkal történő harcok és a labirintusszerű pályák gyakorlatilag eltűntek. Ebben a játékban szerepelt harmadszor is a Dark Engine (az elődjáték és a System Shock 2 után), némileg továbbfejlesztve. A játékot először 1999-ben mutatták be az E3-on, mint a Looking Glass és az Eidos újabb játékát, az eljövendő Thief-játékok fejlesztésének szándékával. Erre már nem kerülhetett sor, mert a Thief II megjelenésével egyidejűleg a Looking Glass tönkrement.
A játék alapvetően pozitív kritikákat kapott, és jól is fogyott, de sajnos annyira nem, hogy megmentse a fejlesztőcégét a csődtől. A tervezett Thief III így már nem készülhetett el. Helyette az Ion Storm folytatta a szériát, a folytatás Thief: Deadly Shadows címmel 2004-ben jelent meg. Tíz évvel később az Eidos Montreal készített egy újabb epizódot.

## Játékmenet
A Thief II alapvetően egy első személyű akciójáték nézőpontjából mutatja az eseményeket. A kijelzősor is az FPS-ekhez hasonlóan működik, kiegészülve egy gyémántszerű mutatóval. Amikor a gyémánt teljesen sötét, Garrett gyakorlatilag láthatatlan, és el tud rejtőzni ellenfelei elől vagy lesből rájuk támadhat. A láthatóságot a mozgás vagy akár egy bizonyos fegyver elővétele is befolyásolhatja.
A játék lényege, hogy előre megadott küldetések során ellopjunk egy bizonyos tárgyat valahonnét vagy segítsünk valakinek megszökni, méghozzá úgy, hogy lehetőség szerint a legkisebb feltűnést keltsük. Garrett nem bír jó fizikummal, ezért kerülnünk is kell a harcot, amennyiben ez lehetséges. Amennyiben mégis rászorulnánk, néhány fegyver a segítségünkre lesz: egy kard, egy ólmosbot, illetve egy íj, amelyhez többféle nyílvesszőt tudunk szerezni. A tájékozódást Garrett mechanikus szeme segíti, amellyel képes zoom-olni, illetve egy segédeszköz eldobásával távolabbi helyekre is benézni.
A játék küldetésekre tagozódik. Ahhoz, hogy teljesíthessünk egy pályát, előbb végre kell hajtanunk a küldetést, amit a pálya legelején kapunk meg. Extra feladatokat különböző nehézségi szinteken vehetünk fel, ráadásul ha nehezebb szinteken játszunk, akkor alapvető elvárás, hogy ne öljünk meg egyetlen embert sem. Ezek teljesítéséhez a pályák elején rövid animáció nyújt segítséget, melyekben Garrett felvázolja az előttünk álló küldetést. Ha a körülmények megváltoznak, a küldetések is módosulhatnak: eltűnhetnek vagy újak jöhetnek létre. Minden pálya előtt lehetőségünk lesz bevásárolni. Erre anyagi fedezetet az előző pályákon összelopkodott aranyból tudunk előteremteni. Minden pálya végén statisztikát is megtekinthetünk teljesítményünkről.

## Történet
|  | Alább a cselekmény részletei következnek! |

Egy év telt el a Thief eseményei óta. A Fenevad halott, a Kalapácsosok szektája pedig meggyengült. Egy kisebb csoportosulás, akik magukat mechanistáknak nevezik, kiváltak belőlük, és látványosan megerősödtek. Találmányaik nagy hatással vannak a város életére, különösen ami a bűnüldözést illeti. A pogányok teljes száműzetésbe kényszerültek, az Őrzők pedig csak tisztes távolból figyelik az eseményeket. A sztori kezdetén Garrettet úgy láthatjuk, mint kalandjainak legelején: mestertolvajként, aki azért lop, hogy zsíros bevételre tehessen szert. Tevékenysége során összeütközésbe kerül a városőrséggel, akik az újonnan meghozott "zéró tolerancia"-szabály alapján jutalmat tűztek ki azok számára, akik feladják bűntársaikat vagy általuk ismert bűnelkövetőket. Garrett ennek köszönhetően egy alkalommal kutyaszorítóba kerül, ám sikeresen megszökik. Közben rátalálnak az Őrzők is, akik a segítségét kérik a Fémkorszak beköszöntének megállításában. Garrett határozottan elutasítja a kérést, mert nem hisz a próféciában. Az Őrzők azért barátilag elmondják neki, hogy valaki felbérelte Truart seriffet, hogy végezzen vele. Elkezd nyomozni a seriff után, s szörnyű titokra jön rá: a seriff pénzt fogad el Karrastól, a mechanisták vezetőjétől, aki a városi söpredéket módszeresen kiirtja vagy egy speciális maszkkal szolgává teszi. A beszélgetésről készült felvételt (melyet Karras Truart esetleges megzsarolása céljából felhasználna) egy bankban rejtették el. Garrett ezt ellopja, majd személyesen indul el Truart seriffhez, hogy szembesítse őt vele, és megtudja, miért is akarnak végezni vele. Valaki azonban gyorsabb volt nála, így mire Garrett odaér, már csak a holttestét találja meg. Első helyettese, Mosley hadnagy lesz az első számú gyanúsított. Egy titkos találkozóra követte őt Garrett, ahol egy levelet ejtett a földre, majd elment. Kisvártatva egy futár érkezett, felkapva a levelet, majd elszaladt a temető irányába. Itt azonban mechanisták lőttek rá, de a sebesült férfi még be tudott rohanni egy rejtélyes portálon, mely a temetőben nyílt. Garrett követte őt, s ennek köszönhetően egy teljesen ismeretlen, pogány világban kötött ki. Itt megtalálta ugyan a halott futárt és a levelet, de ekkor a semmiből Viktória, ősi ellensége bukkant elő. Szövetséget ajánlott Garrettnek a mechanisták ellen, akik pusztulással fenyegetik a pogányságot, de az egész világot is. Mivel Karras kívánta Garrett halálát, a tolvaj beleegyezik a szövetségbe.
Először is rá kellett jönnie, mi Karras tervének mozgatórugója. Házában kutakodva megtalálta egy tengeralattjáró, a Cetus Amicus terveit, mely a Markham-sziget alatt rejtőzött. Itteni nyomozása során rájött, hogy egy bizonyos Cavador atyát kellene elvinnie Viktóriához, hogy kifaggassa őt. Az atya a rejtélyes KD-szigeten bujkál, ahová a tengeralattjáróval tudott eljutni. Garrett is így tesz, s megérkezik a rejtélyes KD-szigetre. Hamarosan rájön, hogy a KD valójában a Karath-Din rövidítése, mely az Elveszett Város ősi neve. A mechanisták titkos ásatásokat végeznek az évezredek óta elhagyott városban, melynek során különleges maszkokat keresnek. Ezek a maszkok teszik az embereket rabszolgává. Cavador atya, bár jól volt védve, Garrett csapdájába esett, aki elvitte őt Viktóriához. Az atya egy titokzatos Kultivátor nevű mechanista projektről beszélt, melynek tervrajzait Gervaisiustól kellett megszereznie. A Kultivátor nem más, mint egy, a szolgák maszkjába épített szerkezet, mely rozsdagázt termel, ami elpusztítja az embert, és csak a gépeket hagyja életben. Karras ördögi terve az, hogy elhozza a fémkorszakot, melyben a gép az úr, az organikus lények pedig elpusztulnak. Viktória azonnal támadni akar, amiben Garrett nem akar részt venni, de később mégis utánamegy. A túlerő végez Viktóriával, Garrett viszont megvalósítja a nő tervét: ügyes csellel az összes rabszolgát és gépet becsalja Karras katedrálisába, majd megadja a jelet a Kultivátor beindítására. A gépek rozsdagázt bocsátanak ki magukból, amely végez Karrasszal és az összes géppel.
Miután kijutott a katedrálisból, az Őrzők üdvözlik Garrettet, akik elmondják neki, hogy mindaz, ami történt vele, meg volt írva a próféciákban. A csodálkozó Garrett arra kéri őket: meséljenek el mindent.

## Új karakterek
- Truart seriff: a város korrupt rendőrfőnöke, aki az egyik főellenfél. Megfélemlítés, vesztegetés, a bűnözőkkel szembeni brutális fellépés jellemzi, valamint Garrettel szemben személyes ellenérzése van. Hatalmával, úgy tűnik, visszaél. Ennek ellenére tagadhatatlanul sokat tett a városőrség felfejlesztéséért, amely az ő idejében lett szervezett és hatékony. Ennek záloga a mechanistákkal való együttműködés.
- Karras: a Kalapácsosokból kivált mechanista szekta vezetője. Nagyszerű feltaláló és karizmatikus személyiség. Ő a másik főellenfél, különösen a játék vége felé nő meg szerepe. Amikor még Kalapácsos volt, ő gyártotta Garrettnek a mechanikus szemét. Karras megveti az organikus lét bármilyen formáját, annak ellenére, hogy ő maga is az. A nemességet különleges ajándékokkal, úgynevezett szolgálókkal kenyerezi le, akik csavargók, tolvajok, prostituáltak, különleges rabszolgamaszkkal ellátva. Ezek a maszkok mérgező gázt tudnak kibocsátani, aminek hatására a test elenyészik, rozsdává válik, energiatermelés közepette. Karras terve az organikus élőlények elpusztítása és helyette a gépek uralmának elhozatala.
- Mosley hadnagy: a városőrség tagja. Bár csodálja Truartot, elborzasztja őt módszereinek kegyetlensége. Mosley a háttérben szövetkezik a törvényen kívül helyezett pogányokkal, hogy végezzen vele.

## Fejlesztés
A tervezés már 1999 januárjában megkezdődött, az első rész alapjain. A terv az volt, hogy sokkal nagyobb hangsúlyt fektetnek a lopakodásra, és kevésbé lesz jelentősége a harcnak. A játékosok visszajelzései alapján elhagyták a labirintusszerű pályákat és az élőhalottakat, cserébe több városi épület és emberi ellenfél került be a játékba. Mivel a legfőbb kifogás az volt a nem emberi ellenfelekkel szemben, hogy nehezen lehetett megítélni, mikor is veszik észre a játékost, ezért ezt, ahol maradtak még ilyen lények, egyértelműbbé tették. A fejlesztésbe számos új ember kapcsolódott be, a fejlesztők harmada pedig nő volt.
Az első néhány hónapban Garrett és a városi környezet ábrázolása végett a csapat megnézett számos filmet, többek között "A harmadik embert", a "Cagliostro várát", az "M - Egy város keresi a gyilkost", és a Metropolist. Főleg az utóbbi kettő volt a játéktervezőkre nagy hatással. Garrett karaktere a cselekmény során fokozatosan alakult át: egy cinikus alakból lett magánnyomozó, majd végén egyfajta titkosügynök. A Város dizájnja a viktoriánus Londont idézi, art deco bútorokkal. Az ábrázolást ismét a Dark Engine végezte, amely addigra már kiforrott volt, így könnyű volt vele dolgozni. Az olyan változtatásokat, mint a 16 bites színmélység, ez a játék is tartalmazza. Emellett a karakterek arca részletesebben lett kidolgozva. A mesterséges intelligencia is változott: az ellenfelek immár képesek akár azt is kiszúrni, ha egy ajtó nyitva maradt. Időjárás-effektek, mint köd vagy eső is megjelentek.
Hivatalosan 1999 májusában jelentették be a fejlesztést az E3-on, ahol a Thief Gold mellett a közeljövőben megjelenő három új játék közül mint az elsőt prezentálták. Egy játszható demót is bemutattak, ami inkább volt a feljavított Dark Engine techdemója. A megjelenést 2000 közepére tervezték, és egy esetleges multiplayer mód elhelyezése is szóba került. Júliusban hozzákezdtek a pályaépítésekhez, ahol egy idő után rájöttek, hogy unalmas a korábban használt sémák szerint pályákat létrehozni. Ehelyett lettek olyan térképek, amik emberrablásra lettek tervezve, voltak olyanok, amelyek zsarolásra, és voltak olyanok is, ahol beszélgetések kihallgatására volt lehetőség. Gyakorlóküldetés nem készült, helyette az első két pályán vezették be az új játékosokat a játék kezelésébe. A fejlesztés itt éppen fordítva történt, mint az elődnél: most előbb találták ki a térképeket, és azokhoz írták hozzá a történetet.
1999 októberében technikai okokra hivatkozva kivágták a többjátékos módot azzal, hogy az alapjáték megjelenése után esetleg azt kiadják külön. Már ekkor lehetett tudni, hogy a Looking Glass súlyos anyagi nehézségekkel küszködik. A hiányt az Eidos próbálta meg kipótolni, amely szigorúan előírta, hogy a játéknak meg kell jelennie az eredetileg tervezett időpontban. 2000 januárjában a játék nagyjából készen volt, a tesztelés ezután következett, és jól haladt afelé, hogy a megjelenési dátumot tarthassák, noha ehhez arra volt szükség, hogy erőn felül teljesítsen minden fejlesztő. Mivel március közepére elkészültek a játékkal, az Eidos kifizette a járandóságot a fejlesztőknek.

## A megjelenés után
Bár a Thief II jól fogyott, a fejlesztők kevesebb pénzt kaptak belőle, mint amennyit eredetileg vártak. Más játékaik, mint a Terra Nova: Strike Force Centauri és a British Open Championship Golf megbuktak, a Flight Unlimited III pedig a kritikák miatt szintén nem fogyott jól. A Jane's Attack Squadron költségvetése az egekbe szállt, és nem készült el időben. Mindezek miatt nem vehettek részt olyan projektekben sem, mint az Irrational Games-szel való újabb együttműködés (ez lett volna a Deep Cover című játék). A cégnek egyszerűen nem volt elegendő tőkéje a fennmaradáshoz, ezért megkeresték az Eidost, hogy vásárolják fel őket. Az viszont szintén pénzügyi nehézségekkel küzdött a Daikatana hatalmas anyagi bukása miatt. Emiatt a Looking Glassnak sajnos be kellett zárnia, 2000. május 24-én. Emiatt a tervbevett Thief II Gold-ból, de a Thief III-ból sem lett semmi.
Eredetileg egy trilógiának szánták a fejlesztők a Thief-et, és a harmadik rész vázlatait már el is készítették. Ebben egy nyitott, teljesen a saját életét élő Város szerepelt volna, a cselekmény középpontjában pedig az Őrzők álltak volna. A rendelkezésre álló csekély források alapján ebben az epizódban Garrettnek fel kellett volna ismernie, hogy a tetteinek következményei vannak, és hogy néha adnia is kell, nemcsak elvennie. A szabadon bebarangolható Városban a küldetéseket fokozatosan, a sztori előrehaladtával lehetett volna felvenni. Tervek voltak a többjátékos módra is, és nekikezdtek egy új grafikus motor fejlesztésének is. Sajnos a Looking Glass csődje miatt ezekből a tervekből nem lett semmi, mindazonáltal az Eidos 2000 augusztusában megvette a Thief jogait.
A fejlesztést onnan folytatták, ahol az abbamaradt, de már a Warren Spector felügyelte Ion Storm volt a fejlesztőcég, amely nemrég fejezte be a Deus Ex-et. Leigazoltak néhány korábbi Looking Glass-os fejlesztőt, és nekiláttak a fejlesztésnek. Végül elhagyták a 3-as számot a névből, így "Thief: Deadly Shadows" lett a játék címe, mely 2004-ben jelent meg.
Amikor a Looking Glass csődje bizonytalanná tette az esetleges folytatás lehetőségét, rajongók egy csoportja, a Dark Engineering Guild összefogott és készített egy saját kiegészítőt. Száz ember vett részt a készítésben, ami öt évig tartott: 2005-ben jelent meg a freeware Thief II: Shadows Of The Metal Age, melyhez továbbra is szükség van az eredeti játékra. A játék főhőse egy fiatal nő, Zaya, aki azért jött a városba, hogy találkozzon unokatestvérével, Kedarral, és új életet kezdjen. Sajnos önhibáján kívül egyre mélyebben belekerül a bűn hálójába. Az események nagyjából a Thief 2-vel egy időben játszódnak. Tizenhárom küldetés, saját szinkronhangok, új animációk, valamint az előző részekre jellemző komplexitás jellemzi a játékot.